# Horst Nemec
Horst Nemec (ur. 25 stycznia 1939, zm. 23 czerwca 1984) – piłkarz austriacki grający na pozycji napastnika. W swojej karierze rozegrał 29 meczów i zdobył 16 bramek w reprezentacji Austrii.

## Kariera klubowa
Swoją karierę piłkarską Nemec rozpoczął w klubie SC Helfort Wiedeń. W dorosłej drużynie Helfortu grał w latach 1956-1957. Na początku 1958 roku przeszedł do Austrii Wiedeń, w której zadebiutował w austriackiej Bundeslidze. W sezonie 1959/1960 zdobył z Austrią swój pierwszy w karierze Puchar Austrii. W sezonie 1960/1961 wywalczył mistrzostwo kraju, a zdobywając 31 goli został królem strzelców austriackiej ligi. W sezonach 1961/1962 i 1962/1963 sięgnął z Austrią po dublet - mistrzostwo oraz krajowy puchar. W sezonach 1961/1962 i 1963/1964 jeszcze dwukrotnie został najlepszym strzelcem ligi strzelając odpowiednio 24 i 21 bramek. W sezonie 1963/1964 został też wicemistrzem kraju. W Austrii grał do końca sezonu 1965/1966. W barwach Austrii rozegrał 209 ligowych meczów, w których zdobył 134 gole.
W 1966 roku Nemec odszedł do innego wiedeńskiego klubu, First Vienna FC 1894. Grał w nim przez dwa lata. W 1968 roku zakończył karierę piłkarską.
| Sezon   | Klub                 | Kraj    | Rozgrywki  | Mecze | Bramki |
| ------- | -------------------- | ------- | ---------- | ----- | ------ |
| 1956/57 | SC Helfort Wiedeń    | Austria | Erste Liga | ?     | ?      |
| 1957/58 | SC Helfort Wiedeń    | Austria | Erste Liga | ?     | ?      |
| 1957/58 | Austria Wiedeń       | Austria | Bundesliga | 13    | 2      |
| 1958/59 | Austria Wiedeń       | Austria | Bundesliga | 20    | 12     |
| 1959/60 | Austria Wiedeń       | Austria | Bundesliga | 23    | 19     |
| 1960/61 | Austria Wiedeń       | Austria | Bundesliga | 25    | 31     |
| 1961/62 | Austria Wiedeń       | Austria | Bundesliga | 23    | 24     |
| 1962/63 | Austria Wiedeń       | Austria | Bundesliga | 24    | 15     |
| 1963/64 | Austria Wiedeń       | Austria | Bundesliga | 22    | 21     |
| 1964/65 | Austria Wiedeń       | Austria | Bundesliga | 21    | 6      |
| 1965/66 | Austria Wiedeń       | Austria | Bundesliga | 14    | 4      |
| 1966/67 | First Vienna FC 1894 | Austria | Bundesliga | 23    | 7      |
| 1967/68 | First Vienna FC 1894 | Austria | Bundesliga | 12    | 5      |

## Kariera reprezentacyjna
W reprezentacji Austrii Nemec zadebiutował 23 września 1959 roku w wygranym 5:2 meczu eliminacji do Euro 60 z Norwegią, rozegranym w Wiedniu. W 21. i 73. tego meczu zdobył swoje pierwsze dwie bramki w kadrze narodowej. W swojej karierze grał też w eliminacjach do Euro 64 i do MŚ 1966. Od 1959 do 1974 roku rozegrał w reprezentacji 29 meczów, w których strzelił 16 goli.